# 덴교
덴교(일본어: 天慶)는 일본의 연호 중 하나이다. 한자는 읽는 방법에 따라 '덴케이', '덴쿄'(てんけい, てんきょう) 등으로도 읽을 수 있다.
- 전후 : 조헤이(承平) 이후 - 덴랴쿠(天暦) 이전.
- 시기 : 938년 ~ 947년
- 천황 : 스자쿠 천황, 무라카미 천황

## 개원
- 조헤이 9년 5월 22일(율리우스력 938년 6월 22일)에 개원하여
- 덴교 10년 4월 22일(율리우스력 947년 5월 15일) 덴랴쿠로 개원되었다.

## 출전
『한서』의 「陛下躬發聖德， ……唯天子建中和之極，兼總條貫，金聲而玉振之，以順成天慶，垂萬世之基。」
- 좌중변(左中辯) 겸 문장박사(文章博士)인 오에노 아사쓰나와 또 다른 문장박사 오에노 고레토키가 간진(勘申, 조정에서 의식 등 여러 일에 대해 선례・전고・길흉・일시 등을 조사해 진언하는 일)을 맡았다.

## 서력과의 대조표
| 덴교        | 원년       | 2년        | 3년        | 4년        | 5년        | 6년        | 7년        | 8년        | 9년        | 10년       |
| ----------- | ---------- | ---------- | ---------- | ---------- | ---------- | ---------- | ---------- | ---------- | ---------- | ---------- |
| 서기 (西紀) | 938년      | 939년      | 940년      | 941년      | 942년      | 943년      | 944년      | 945년      | 946년      | 947년      |
| 간지 (干支) | 무술(戊戌) | 기해(己亥) | 경자(庚子) | 신축(辛丑) | 임인(壬寅) | 계묘(癸卯) | 갑진(甲辰) | 을사(乙巳) | 병오(丙午) | 정미(丁未) |

## 같이 보기
- 일본의 연호 일람

| 이전 조헤이 | 일본의 연호 938년 ~ 946년 | 다음 덴랴쿠 |